# Pośladek
Pośladek – parzysta, topograficzna część ciała człowieka. Okolicę pośladkową (łac. regio glutaea) stanowią przede wszystkim mięśnie, głównie mięsień pośladkowy wielki (poza tym mięsień pośladkowy średni i mięsień pośladkowy mały).
Pośladek ograniczony jest od góry w części przyśrodkowej grzebieniem biodrowym (łac. crista iliaca), a następnie linią łączącą szczyt kości krzyżowej i kolec biodrowy górny przedni. Z boku widoczną linię graniczną stanowi boczna krawędź brzuśca mięśnia wielkiego, a na dole bruzda pośladkowa (łac. sulcus glutealis). W części przyśrodkowej granicą jest karb odbytu (łac. crena ani). Od góry pośladek graniczy z okolicą lędźwiową (łac. regio lumbalis) (tylko w najwyższym punkcie) i okolicą biodrową (łac. regio coxae), na boku z okolicą krętarzową (łac. regio trocheantica). Od dołu graniczy on z okolicą udową tylną (łac. regio femoralis posterior), a w najniższym (bocznym) punkcie z okolicą udową boczną (łac. regio femoralis lateralis). Między prawym a lewym pośladkiem znajduje się u góry okolica krzyżowa (łac. regio sacralis), a pod nią okolica odbytowa (łac. regio analis).
Pośladki stanowią jedną ze stref erogennych. Z reguły są symetryczne.